# Сонячний удар (фільм, 2014)
«Сонячний удар» (рос. Солнечный удар) — російський історико-драматичний фільм, знятий Микитою Михалковим за оповіданням «Сонячний удар» і щоденником «Окаянні дні» Івана Буніна.
Світова прем'єра відбулася 3 жовтня 2014 року в Белграді (Сербія), в Росії прем'єра фільму пройшла 4 жовтня, а в широкий прокат фільм вийшов 9 жовтня. Телевізійна прем'єра відбулася 4 листопада на телеканалі «Росія-1». У 2015 році на каналі «Росія-1» відбулася прем'єра п'ятисерійної версії фільму. В Україні стрічка не була показана, оскільки ніхто з вітчизняних прокатників не звертався для отримання прокатного посвідчення.
Фільм був висунитий Росією на премію «Оскар-2016» у номінації «найкращий фільм іноземною мовою».